# The Bold Ones: The Lawyers
The Bold Ones: The Lawyers est une série télévisée américaine en 29 épisodes de 45 minutes, créée par Roy Huggins et diffusée sur le réseau NBC du 10 décembre 1968 au 13 février 1972.
The Bold Ones: The Lawyers fait partie de la franchise de la The Bold Ones (en) avec The Bold Ones: The New Doctors avec E. G. Marshall, The Bold Ones: The Protectors avec Leslie Nielsen et Hari Rhodes, et The Bold Ones: The Senator avec Hal Holbrook.

## Synopsis
La série met en vedette Walter Nichols (Burl Ives), un avocat respecté qui embauche deux frères avocats, Brian (Joseph Campanella) et Neil Darrell (James Farentino), pour l'aider dans ses affaires.

## Distribution

### Acteurs principaux
- Burl Ives : Walter Nichols, avocat qui engage les frères Darrel pour l'aider dans ses affaires (28 épisodes)
- Joseph Campanella : Brian Darrell, l'un des deux frères Darrel qui aident Nicholas avec ses affaires (24 épisodes)
- James Farentino : Neil Darrell, l'autre des deux frères Darrel (22 épisodes)

### Acteurs récurrents
- John Milford : lieutenant Paul Hewitt (6 épisodes)
- Todd Martin : vice-procureur de district Skinner (3 épisodes)

### Invités
- Charles Aidman : Howard Miller / Leslie Gray / Henry Rockford (3 épisodes)
- Patricia Barry : Marian Sternwood (1 épisode)
- Ramon Bieri : juge Arnold Hartman / Mr. Parkinson (2 épisodes)
- Walter Brooke : Bill Shields (1 épisode)
- Frank Campanella : Fred (2 épisodes)
- Roger Davis : Jim Lewis / Randy Burroughs (2 épisodes)
- Pete Duel : Jerry Purdue (1 épisode)
- Dana Elcar : Gale / District Attorney Shannon / Huston (3 épisodes)
- Will Geer : Elliot Leveridge / Juge Scanlon / Ralph Turner (3 épisodes)
- Clarke Gordon : Allen / Vernon Kranz (2 épisodes)
- Anne Helm : Maggie Lewis (2 épisodes)
- Pat Hingle : General Sternwood (2 épisodes)
- Charles Lampkin : Ralph Miller / Barber (2 épisodes)
- Randolph Mantooth (en) : Dr. Paul Schaefer / Juge Stuart Murchison (2 épisodes)
- Jared Martin : Cell Mate Wes / Pete Calendar (2 épisodes)
- George Murdock : D.A. William Braddock (2 épisodes)
- Kermit Murdock (en) : Juge Harley Chapman / DA Charles Pettit / Second Juge (3 épisodes)
- John S. Ragin (en) : Fred Carter / Police Officer / Ralph Horton (4 épisodes)
- Ford Rainey : Earl Milford / D.A. Phil Douglass (2 épisodes)
- John Randolph : Dr. Paul Schaefer / Juge Stuart Murchison (2 épisodes)
- David Spielberg : Député D.A. Vernon Wahlburg (3 épisodes)
- Mel Tormé : Harry Carter (1 épisode)
- James Wainwright (en) : Bill Stillman (1 épisode)

## Épisodes
La série compte 3 saisons et 29 épisodes
| Saison | Nombre d'épisodes | Début de saison   | Fin de saison   |
| ------ | ----------------- | ----------------- | --------------- |
| Pilote | 2                 | 10 décembre 1968  | 11 mars 1969    |
| 1      | 8                 | 21 septembre 1969 | 15 février 1970 |
| 2      | 8                 | 27 septembre 1970 | 28 février 1971 |
| 3      | 11                | 19 décembre 1971  | 13 février 1972 |

## DVD
Le 1er décembre 2015, Timeless Media Group (en) sort le DVD The Bold Ones: The Lawyers- The Complete Series, en région 1.

## Récompenses et nominations
The Bold Ones: The Lawyers a été nommé pour trois Emmy Awards en 1972 et en a remporté deux, l'Emmy Award de la meilleure réalisation pour une série télévisée dramatique pour Alexander Singer et l'Emmy Award de la meilleure musique dans une série pour Pete Rugolo.